# Trelly
Trelly ist eine Ortschaft und eine ehemalige französische Gemeinde mit 666 Einwohnern (Stand 1. Januar 2022) im Département Manche in der Region Normandie. Sie gehörte zum Arrondissement Coutances und zum Kanton Quettreville-sur-Sienne.
Mit Wirkung vom 1. Januar 2019 wurden die früheren Gemeinden Contrières, Guéhébert, Hérenguerville und Trelly in die bereits seit 2016 bestehende Commune nouvelle Quettreville-sur-Sienne integriert und haben dort den Status einer Commune déléguée. Der Verwaltungssitz befindet sich im Ort Quettreville-sur-Sienne.

## Lage
Trelly liegt 18 Kilometer nordnordöstlich von Granville am Südrand der Halbinsel Cotentin. Der Fluss Sienne begrenzt die Ortschaft im Westen und der Fluss Vanne im Norden. Etwa neun Kilometer im Westen liegt die Küste des Golfes von Saint-Malo. Umgeben wird Trelly von Contrières im Norden, Saint-Denis-le-Vêtu im Nordosten, Guéhébert im Osten, Le Mesnil-Aubert und Cérences im Süden sowie Quettreville-sur-Sienne im Westen.

## Bevölkerungsentwicklung
| Jahr                       | 1962 | 1968 | 1975 | 1982 | 1990 | 1999 | 2006 | 2013 |
| -------------------------- | ---- | ---- | ---- | ---- | ---- | ---- | ---- | ---- |
| Einwohner                  | 655  | 622  | 551  | 507  | 478  | 497  | 562  | 664  |
| Quellen: Cassini und INSEE |      |      |      |      |      |      |      |      |

## Sehenswürdigkeiten
- Kirche Saint-Germain
- alte Kirche von Saint-Louet
- Kapelle Les Ermites
- Herrenhaus aus dem 17. Jahrhundert mit Kapelle
- Brunnen Sainte-Apolline

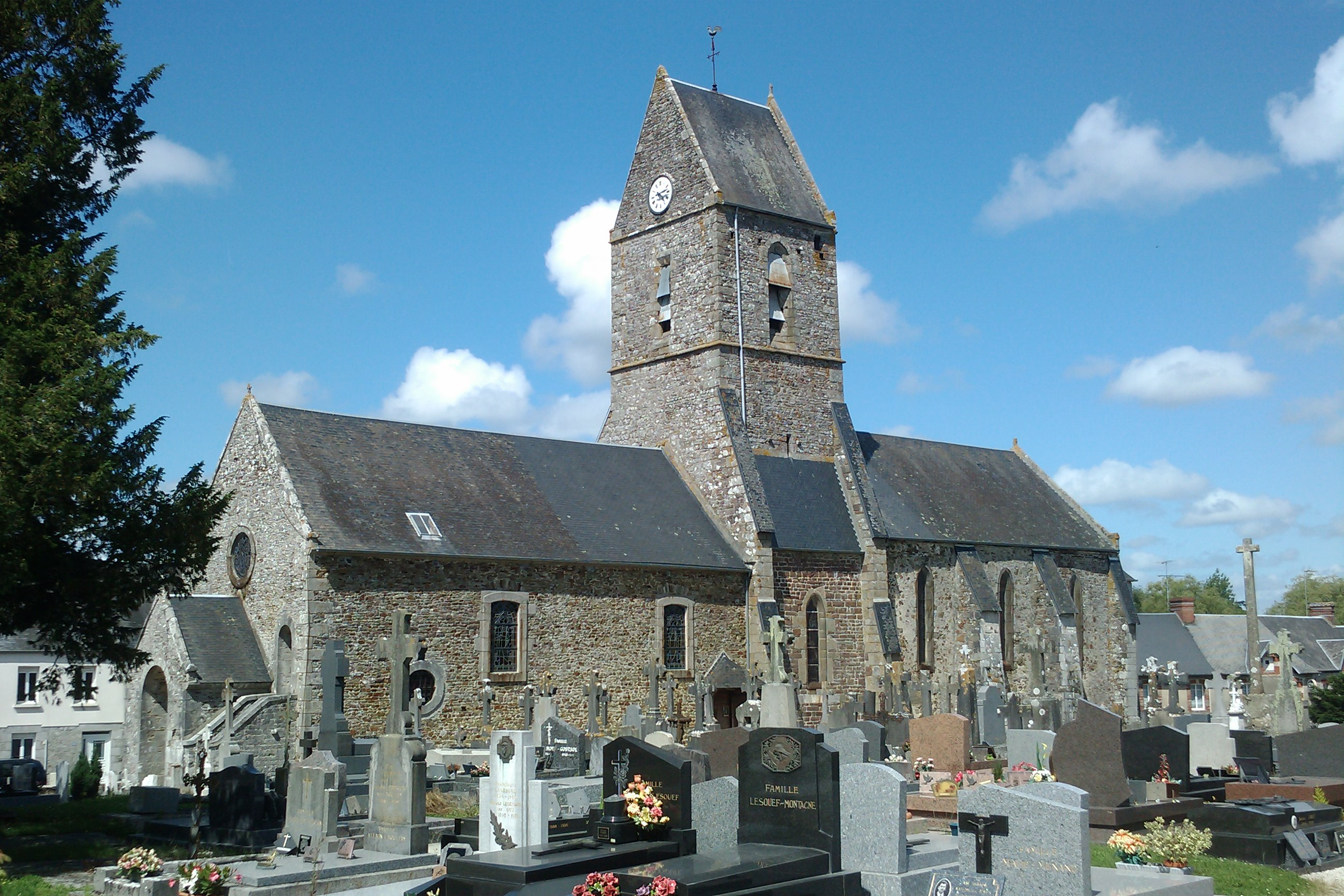
Kirche Saint-Germain
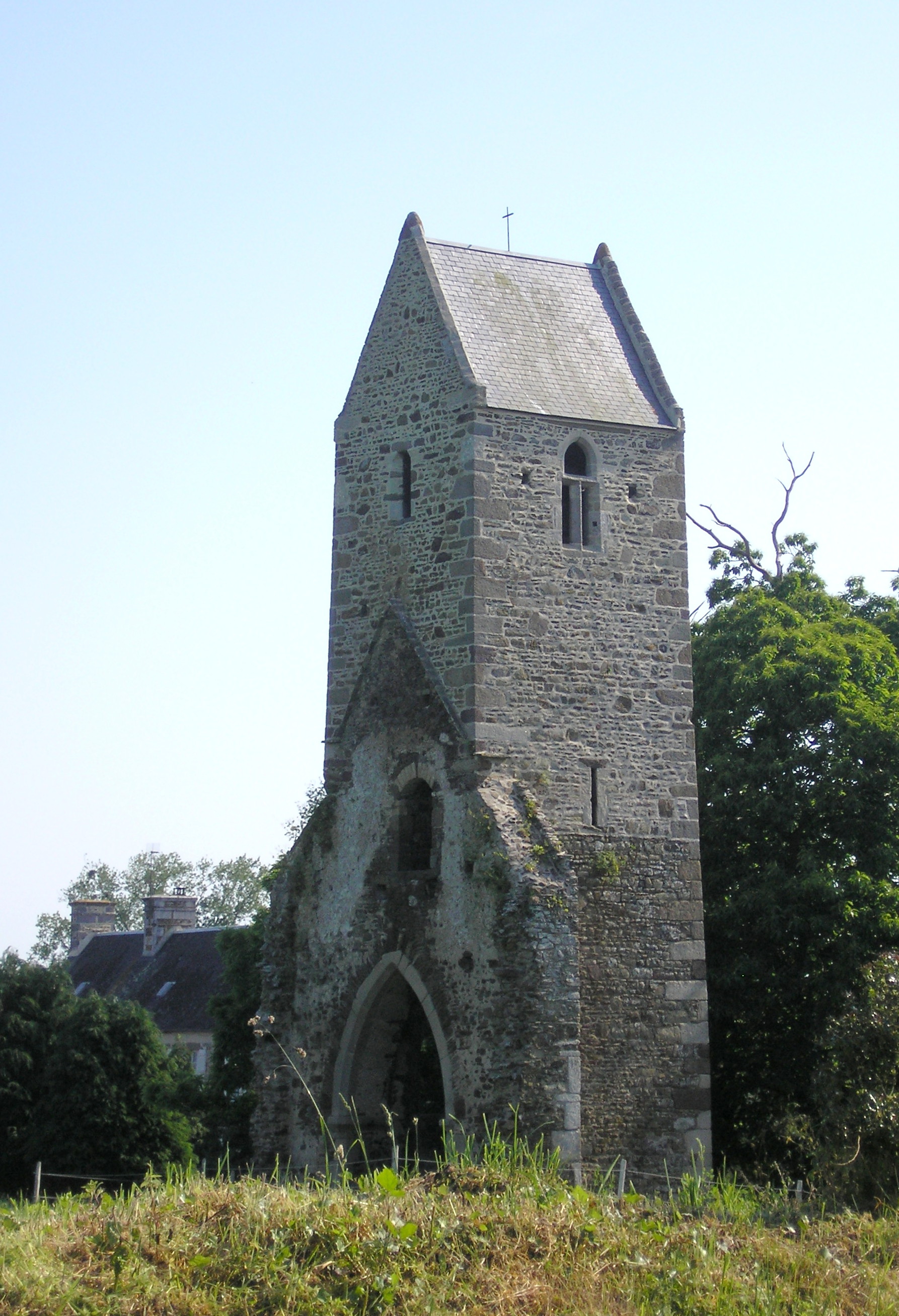
Turm der ehemaligen Kirche von Saint-Louet
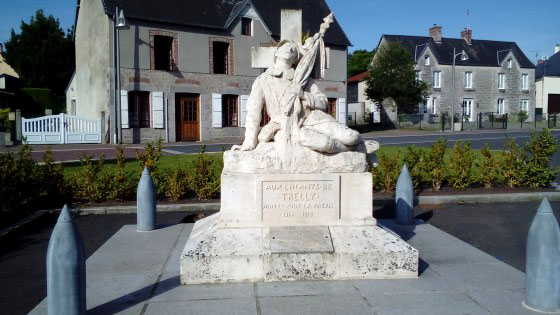
Gefallenendenkmal

## Persönlichkeiten
- Jean-Baptiste Le Chevalier (1752–1836), Astronom und Archäologe

## Belege
1. ↑  Erlass der Präfektur 09-18-ASJ über die Erweiterung der Commune nouvelle Quettreville-sur-Sienne vom 11. September 2018.